# Olavi Ojanperä
Olavi Ojanperä (n. 27 octombrie 1921, Tyrvää⁠(d), Turku and Pori Province⁠(d), Finlanda – d. 8 mai 2016, Helsingfors, Finlanda) a fost un canoist ce a reprezentat Finlanda, medaliat olimpic. A participat la 2 ediții ale Jocurilor Olimpice (1952, 1960) în care a câștigat o medalie de bronz.